# بطولة الأمم الرئيسية 1934
بطولة الأمم الرئيسية 1934 (بالإنجليزية: 1934 Home Nations Championship)‏ هو الموسم 47 من بطولة الأمم الرئيسية. كان عدد الأندية المشاركة فيه 4، وفاز فيه منتخب إنجلترا الوطني لاتحاد الرغبي.